# Monochirus hispidus
La sogliola pelosa (Monochirus hispidus Rafinesque, 1814) è un pesce osseo marino appartenente alla famiglia Soleidae.

## Descrizione
Come tutti i pesci piatti ha un aspetto caratteristico, asimmetrico e con entrambi gli occhi su un lato del corpo che viene denominato "lato oculare" (in questa specie il destro) mentre il lato privo di occhi viene chiamato "lato cieco". Il corpo è meno allungato e più spesso rispetto alle altre specie di Soleidae. Gli occhi sono abbastanza piccoli e quello superiore è posto più in avanti rispetto all'inferiore. La linea laterale è dritta e poco visibile. La narice superiore del lato oculare è allungata a tubo. Le pinne dorsale e anale non sono unite alla pinna caudale per cui esiste un peduncolo caudale libero. Le scaglie del lato oculare sono molto ruvide, da cui l'epiteto di "pelosa"..
Il colore è grigiastro o color sabbia con ampie fasce scure irregolari. Sul peduncolo caudale è sempre presente una macchia scura a forma di V con la concavità rivolta indietro. Le pinne dorsale ed anale hanno membrane chiare e raggi scuri.
La misura massima è di 20 cm, la media di 12 cm.

## Biologia
Poco nota. Si tratta di una specie notturna.

### Riproduzione
Nel mar Adriatico la riproduzione avviene in inverno.

## Distribuzione e habitat
Questa specie vive nel mar Mediterraneo e nell'Oceano Atlantico orientale tra il Portogallo e il Ghana.
Vive su fondi mobili, spesso nei pressi di vegetazione marina, a profondità comprese tra i 10 e i 250 metri. Nei mari italiani è abbastanza comune.

## Pesca
Questa specie non ha alcun valore commerciale. Viene comunque catturata con le reti a strascico.